# Cornemuse (série télévisée)
Pour les articles homonymes, voir Cornemuse et Louis Cornemuse.
Cornemuse est une série télévisée jeunesse québécoise en 300 épisodes de 25 minutes diffusée entre le 4 janvier 1999 et 2003 à Télé-Québec.

## Synopsis
En 1999, Cornemuse est une vétérinaire canine qui soigne des petits animaux. Elle prend soin de quatre petits « enfants-animaux » âgés de quatre ans, issus de quatre familles d’espèces différentes. Ce sont Tibor le tigre, Kounga la kangourou, Rafi la petite ratonne et Bagou le singe.
Ils vivent dans des familles biparentales, recomposées ou monoparentales qui ressemblent fort à celles des jeunes téléspectateurs d'aujourd'hui. Leurs besoins, leurs rêves, leurs joies ainsi que les défis qui s’offrent à eux ressemblent à ceux des enfants « à la maison » qui, par le fait même, s’identifient à leurs petits héros.
C’est dans un univers allégorique de la réalité quotidienne avec ses dramatiques, ses clips et ses capsules, ses contes, ses comptines et ses chansons que Cornemuse propose aux jeunes téléspectateurs un voyage unique au cœur du merveilleux et une source d’apprentissage inépuisable.

## Distribution
- Danielle Proulx : Cornemuse
- Roxanne Boulianne : Bagou
- Sophie Bourgeois : Kounga
- Marie-Christine Lê-Huu : Tibor
- Valérie Blais : Rafi
- Sylvain Massé : Bambou
- Dominique Leduc : Liane
- Luis Bertrand : Zac
- Lucie Beauvais : Noisette
- Paul Dion : Grand-Papou
- Éric Cabana : Dundee
- Michelle Léger : Adélaïde
- Martine Francke : Ouala
- Jean Maheux : Vindaloo
- Nathalie Gascon : Lazuli
- Dominique Pétin : Rubis
- Sylvie Potvin : Coquette
- Michèle Deslauriers : Cornette
- Thomas Graton : Bilou Coon
- Antoine Parenteau-Sales : Tigaloo

## Fiche technique
- Format : DVC Pro, Couleurs
- Production Téléfiction — Québec: Production
- Distribution GAM et Distribution Select : Distribution
- Subventions par Téléfilm Canada avec le Fonds canadien de télévision: Cornemuse no. I à VIII.

### Équipe de production
- Productrices : Carmen Bourassa et Lucie Veillet
- Producteurs exécutifs : Jacques Bonin et Claude Veillet
- Réalisation : François Côté, Agathe Carrier, Alain Jacques
- Réalisatrice des capsules enfants : Laura Bari
- Scénaristes : Paule Marier, Félicia Cavalieri, Nicole Lavigne, André Poulin, Andrée Lambert, Danyèle Patenaude
- Script-éditrice : Anne Lecours
- Recherchistes : Isabelle Doucet, Sophie Legault et Maryse Joncas
- Directeur artistique : Michel Marsolais
- Créatrices des costumes : Hélène Schneider
- Créatrices des maquillages : Nicole Lapierre
- Musique originale : Marie Bernard
- Musique : Gilles Grégoire

## Épisodes

### Première saison (1998-1999)
1. Pouchi-pouchi
2. Tibor à la pêche
3. L'heure du petit cochon
4. Monstres et toutous
5. À qui, à qui?
6. Tout l'monde est différent, tamtidelidelam
7. Le perroquet muet
8. Le coffre aux trésors
9. La gourde de Rafi
10. Tibor et Tibranche
11. Des fleurs pour Cornemuse
12. La photo de Ouala
13. Bagou, Noisette et le dragon
14. Le nez de Cornemuse
15. Un seul Tibor
16. Tibor et son précieux gazou
17. Le toutou de Bagou
18. L'ami fantôme de Rafi
19. Kounga n'est pas invitée
20. Une triste découverte
21. L'œuf mystérieux
22. La vente débarras
23. Kiki la grenouille
24. Le bobo de Bagou
25. Le roi Tibor
26. Tibor s'ennuie de sa maman
27. Le cauchemar de Kounga
28. Je ne veux pas attendre
29. Le mensonge de Rafi
30. Cœur de pomme
31. Tibor a enfin 4 ans
32. La bibitte de santé
33. Le fil du micro
34. Les dents de Rafi
35. L'album de famille
36. Le perroquet et le saucisson
37. Bagou a fait pipi dans sa culotte
38. Le ouptidou
39. Rafi veut un papa
40. La mouffette
41. La boîte à musique
42. C'est l'heure d'aller au lit
43. Rafi veut gagner
44. Tibor couche chez Bagou
45. Tout feu, tout flamme
46. Je veux un boudichon
47. Grand-Papou n'a plus vingt ans
48. Confitures pour Cornemuse
49. Les goûts de Tibor
50. La tour des monstres
51. Bagou a la bougeotte
52. Solo
53. C'est toujours Ouala
54. La poupée Rosine
55. La fanfare
56. Cache-cache
57. L'invitation à dîner
58. Les mots durs et les mots doux
59. La gardienne de Noisette
60. Le roi tigre
61. La promesse de Rubis
62. Petit concert pour cochon d'Inde
63. Un petit coin pour Bagou
64. Tibor mène le bal
65. Conte sous les étoiles

### Deuxième saison (1999-2000)
1. La sortie de Rubis
2. Kounga perd ses moyens
3. Bagou-les-pirouettes!
4. La fête des tigres
5. La bonne humeur, c'est comme les puces… ça s'attrape
6. Pique-nique pour Cornemuse
7. Maman, écoute-moi!
8. Tibor le garçon-tigre
9. Rafi découvre la bibliothèque
10. Le magasin de Kounga
11. Bagou, Noisette et la balançoire
12. À bout de souffle ou Tibor et son asthme
13. J'ai trop hâte!
14. Le tour de Kounga
15. Bagou, Zac et papas
16. Tornade Lazuli
17. Bagou, grand p'tit-frère
18. Le ballon et l'accident
19. Grigri ne veut plus aller chez Bombaloo
20. Une roche dans le cœur
21. Le château de Tibor
22. Un papa singe et une ratonne
23. Deux fois deux sœurs
24. Le train des Grrr
25. Bagou joue malgré tout
26. Petit matin pressé
27. Zèbres, boutons et gâteaux de sable
28. Tibor chez les Tamtam
29. Rafi sent le pioupiou
30. Les nouveaux manèges
31. La colère de Tibor
32. Rafi et le petit bonhomme de pain d'épice
33. Grand-Papou et la machine à imprimer
34. Kounga dépasse les bornes
35. Tibor la gaffe
36. Le nid de Rafi
37. Tibor et Rafi ont disparu
38. Confidences de kangourous
39. Bagou veut savoir
40. Rafi a la varicelle
41. La fête de notre quartier
42. La nouvelle chambre de Kounga
43. Badaboum au pays des toutous perdus
44. Pas tout de suite
45. Le film d'horreur de bagou
46. Je veux voir ma maman
47. Pattes de géant
48. Rafi papillone
49. Bagou est tout mêlé
50. La vaisselle des grands
51. Ma maman à moi!
52. Capitaine Zac et ses mousquetaires
53. Trop, c'est trop
54. Kounga joue toute seule
55. Tibor et Bagou astronautes
56. Nuit de cauchemar
57. Le vaccin de Bagou
58. La cassette vidéo
59. Faire semblant… ou pas?
60. Jamais sans ma maman
61. Grand-Papou de Bagou
62. Kounga en a ras le bol
63. Comme un gros chat au soleil
64. Rafi patine, Rubis piétine
65. Un p'tit coup de pouce

### Troisième saison (2000-2001)
1. Mon cœur chavire
2. Les belles invitations
3. Ma Ouala s'en va
4. Tibor ne veut plus soigner son asthme
5. Rafi fait rire tout le monde
6. Bon voyage Tibor
7. Un jardin dans le carré de sable
8. Le messager
9. Rafi la généreuse
10. Patates bouillies
11. Bagou s'ennuie de Tibor
12. Petits clowns en fête
13. Les microbes
14. Fais-moi un câlin
15. Petit délit chez monsieur Kopek
16. Tibor revient de voyage
17. Le cœur gros de Bagou
18. Rafi aime la musique
19. Le mini marché aux puces
20. Un petit accident
21. Le mousquetaire et son grand frère
22. Le choix de Kounga
23. Gigotis, gigotons
24. Tibor et le méchant pirate
25. Bagou veut grandir
26. Kounga, l'étoile de son papa
27. La grande visite
28. Tibor, Bagou, des branches et des bobos
29. Bonne nuit Bagou!
30. Où est passée ma vache?
31. Bélugas et petites frimousses
32. Tibor, mon champion
33. Chacun son tour
34. Quel caractère!
35. Rafi-la-menace
36. Tibor, portier au grand hôtel
37. Dents de lait… Dents de dinosaure
38. Kounga, Ouala et papa
39. Rafi, funambule
40. Prince cherche princesse
41. J'ai maman dans mon cœur
42. Kounga passe le balai
43. Rafi boude
44. Tibor veut jouer
45. Bagou a peur des poux
46. Les zozolympiques
47. Prête-moi ton papa
48. Le parc Flonflon
49. Pressions sur Tibor
50. Le petit défaut de Bambou
51. Kounga ne veut pas aller à la garderie
52. Rafi s'en fout
53. Badminton à trois
54. L'invitation
55. C'est moi qui décide
56. Larmes de ratonne
57. Tibor s'invente des amis
58. Bagou en tête-à-tête
59. Les deux sœurs
60. Autour du pot
61. Rafi et les secrets
62. Tibor tu t'endors
63. Zac s'en va chez Solo
64. Deux sœurs en colère
65. Beaux souvenirs à partager

### Quatrième saison (2001-2002)
1. Bonjour bébé Tigaloo
2. Rafi monte un bateau
3. La punition
4. Fantômes et crapauds
5. Bébé-Tibor
6. C'est pas juste!
7. Bagou est malade
8. La mer est mouillée
9. Bébé à bord
10. Rafi… comme Rafi
11. Le géant vert
12. Le grand rêve de Kounga
13. Ton cousin Tibor veille sur toi
14. Rafi n'est pas coupable
15. Bagou et la licorne
16. Kounga première
17. Un petit frère ou un petite sœur
18. La maman de Rafi a un amoureux
19. Attendre… ça tombe sur la ratatouille
20. Kounga invite, Ouala s'agite
21. Pompier Tibor
22. Razzia dans les biscuits
23. Zac à l'eau
24. Quand on m'invite, j'en profite
25. Diabolo et chihuahua
26. Ma mère ne m'aime plus!
27. Zac ne viendra pas
28. La maternelle
29. Tibor ne veut rien manquer
30. T'es mon Papou Bilou
31. Ne riez pas de Grand-Papou
32. Promis, c'est promis
33. Attention aux moustiques
34. Pyjamas vidéo
35. Bagou veut tout voir
36. Les moqueurs
37. Tibor et les becs
38. Avec Bilou, c'est différent!
39. Noisette est malade, Bagou s'ennuie
40. Le lutin et le géant
41. Kounga se fait garder
42. Tibor, moulin à paroles
43. Une grimace pas drôle
44. Cadeau cadeau!
45. Rien pour jouer
46. Plaisirs de cow-boys
47. On échange nos papas!
48. Rafichouchous
49. Bagou et la fée catastrophe
50. Le courage de Kounga
51. Tibor la marionnette
52. Le grand dérangement
53. À moi! Non, à moi!
54. Les violettes de Tante Suzette
55. Boubou Bagou
56. Presque plus peur
57. Rafi et l'accident de camion
58. Bagou aime Noisette, mais…
59. La robe de fête
60. Pas le droit de toucher
61. Le bouc émissaire
62. Rafi ne peut pas jouer
63. Bagou, cadet soleil
64. Kounga et la cassette brisée
65. Zozo a disparu

### Cinquième saison (2002-2003)
1. Dragons, sorcières et lutins
2. Bagou, comme un poisson
3. Ouille-ouille-ouille!
4. Dans la forêt tropicale
5. Merci Ouala!
6. Les mini-chocolats
7. Soleil de mer
8. La famille à trois têtes
9. Un nuage dans le ciel de Tibor
10. C'est ma maison à moi aussi
11. L'échange de jouets
12. Une fois… c'est drôle!
13. Tonnerre Rafi!
14. Moi, j'ai deux maisons!
15. Les petits orages
16. Au feu!
17. Autrement dit
18. Dis-le toi-même!
19. La nouvelle valise
20. Moi, j'ai le goût d'être avec toi!
21. Le géant Rafi
22. Comme d'habitude
23. Rafi dort dans son lit
24. Le messager
25. Zébulon le petit cochon!
26. La soupe aux p'tits restants
27. Les pincettes BongBong
28. Rafi ne peut aller à la fête
29. Pas trop fort!
30. La mort de Zébulon
31. Alerte aux arachides
32. Noisette qui répète
33. Rafi ne rend pas les coups
34. Tibor s'ennuie de son papa
35. Ouala somnambule
36. Tu m'avais promis
37. Peur bleue
38. Tibor connaît le vrai mot
39. Quand le ventre gargouille
40. Au temps de Grand-Papou

## Commentaires
- Cette série quotidienne de 30 minutes est destinée aux enfants, préadolescents et adolescents (tous dépendant des saisons). En général, l'émission était visée pour les jeunes de 3 à 5 ans.
- Chaque épisode demandait 2 heures de maquillage pour chaque personnage.

## Distinctions

### Récompenses
- Alliance pour l’enfant et la télévision 1999 : Prix d'excellence
- Prix Gémeaux 1999 : Meilleure émission ou série jeunesse 3-5 ans
- Prix Gémeaux 1999 : Meilleure réalisation émission ou série jeunesse
- Prix Gémeaux 1999 : Meilleure texte émission ou série jeunesse
- Prix Gémeaux 1999 : Meilleure création costume
- Prix Gémeaux 1999 : Meilleurs maquillage et coiffure
- Prix Gémeaux 2000 : Meilleure émission ou série jeunesse 3-5 ans
- Prix Gémeaux 2000 : Meilleure réalisation pour une émission ou série jeunesse
- Prix Gémeaux 2000 : Meilleure recherche pour une émission ou série jeunesse
- Prix Gémeaux 2000 : Meilleure musique originale pour une émission ou une série jeunesse
- Prix Gémeaux 2000 : Meilleure interprétation premier rôle pour une émission ou série jeunesse pour Danielle Proulx
- Prix Gémeaux 2001 : Meilleure recherche pour une émission ou série jeunesse : toutes catégories
- Prix Gémeaux 2001 : Meilleure émission ou série jeunesse 3-5 ans : toutes catégories
- Prix MetroStar 2001 : Meilleure artiste d'émission jeunesse pour Danielle Proulx
- Prix Gémeaux 2002 : Meilleure émission ou série jeunesse 3-5 ans : toutes catégories
- Alliance pour l’enfant et la télévision 2002 : Prix d'excellence francophone
- Académie canadienne du cinéma et de la télévision 2003 : Prix Immortel de la télé
- Prix Coup de cœur de La toile du Québec 2003
- Prix Communications et Société 2004
- Métrostar 2004 : Meilleure artiste d'émission jeunesse pour Danielle Proulx

### Nominations
- Prix Gémeaux 1999 : Meilleure recherche émission ou série jeunesse
- Prix Gémeaux 1999 : Meilleure interprétation dans une émission ou série jeunesse pour Danielle Proulx[2],[3]
- Prix Gémeaux 2000 : Meilleure interprétation dans un rôle de soutien dans une émission ou série jeunesse pour Valérie Blais
- Prix Gémeaux 2000 : Meilleur texte émission ou série jeunesse
- Festival international de télévision de Banff 2000 : Prix Rockies Émission pour enfant
- Métrostar 2000 : Meilleure artiste d'émission jeunesse pour Danielle Proulx
- Prix Gémeaux 2001 : Meilleure musique originale pour une émission ou une série
- Prix Gémeaux 2001 : Meilleure interprétation dans un premier rôle dans une émission ou série jeunesse pour Danielle Proulx
- Prix Gémeaux 2001 : Meilleure interprétation dans un premier rôle dans une émission ou série jeunesse pour Sophie Bourgeois
- Prix Gémeaux 2002 : Meilleure réalisation pour une émission ou série jeunesse
- Prix Gémeaux 2002 : Meilleure interprétation dans un premier rôle pour une émission ou série jeunesse pour Danielle Proulx
- Prix Gémeaux 2002 : Meilleure interprétation dans un premier rôle pour une émission ou série jeunesse pour Marie-Christine Lê-Huu
- Prix Gémeaux 2002 : Meilleure interprétation dans un rôle de soutien pour une émission ou série jeunesse pour Jean Maheux